# Vioolconcert nr. 1 (Prokofjev)
Het Vioolconcert nr. 1 in D majeur, opus 19 is een compositie van de Russische componist Sergej Prokofjev. Prokofjev begon met schrijven in het jaar 1915, maar schreef het merendeel van de compositie in 1917. Hij was toen tevens bezig met het schrijven van zijn Eerste symfonie.
Het concert bestaat uit drie delen:
1. Andantino
2. Scherzo: Vivacissimo
3. Moderato - Andante

## Geschiedenis
Prokofjev schreef het openingsthema van het concert in 1915 ten tijde van zijn relatie met Nina Mesjtsjerskaja. Andere delen werden lichtelijk gebaseerd op Karol Szymanowski's Mythen.
In Prokofjev's dagboek valt te lezen dat de première van het werk op een door Aleksander Ziloti georganiseerde avond zou worden gehouden tezamen met de première van zijn Eerste symfonie en zijn cantate Zij Zevenen. De première vond echter een aantal jaar later plaats dan zijn symfonie; op 18 december 1923 met het Paris Opera Orchestra die de violist Marcel Darrieux begeleidde, gedirigeerd door Sergej Koesevitski. Igor Stravinsky was ook tijdens de première aanwezig. Stravinsky, die Prokofjev's muziek over het algemeen weinig aan vond, kon het werk waarderen.

## Het concert
Het Andantino opent met een rustig deel, wat gestaag opbouwt en overgaat in een jachtig thema wat verder wordt uitgewerkt in het Andantino. In het Scherzo zit het gehaaste gevoel nog goed in de viool. De haastige bewegingen van de viool worden onderbroken door luide knallen uit het orkest. Het 'Moderato is een lieflijker deel. De viool wordt bijgestaan door pizzicato arpeggio's uit het orkest. Een staccato passage leidt de muziek naar een golvende passage.